# Municipio de Delaware (condado de Hancock)
El municipio de Delaware (en inglés: Delaware Township) es un municipio ubicado en el condado de Hancock en el estado estadounidense de Ohio. En el año 2010 tenía una población de 1285 habitantes y una densidad poblacional de 15,92 personas por km².

## Geografía
El municipio de Delaware se encuentra ubicado en las coordenadas 40°52′2″N 83°33′44″O / 40.86722, -83.56222. Según la Oficina del Censo de los Estados Unidos, el municipio tiene una superficie total de 80.69 km², de la cual 80,63 km² corresponden a tierra firme y (0,08 %) 0,06 km² es agua.

## Demografía
Según el censo de 2010, había 1285 personas residiendo en el municipio de Delaware. La densidad de población era de 15,92 hab./km². De los 1285 habitantes, el municipio de Delaware estaba compuesto por el 97,82 % blancos, el 0,31 % eran afroamericanos, el 0,16 % eran isleños del Pacífico, el 0,39 % eran de otras razas y el 1,32 % eran de una mezcla de razas. Del total de la población el 1,09 % eran hispanos o latinos de cualquier raza.